# Johann Vogt (Theologe)

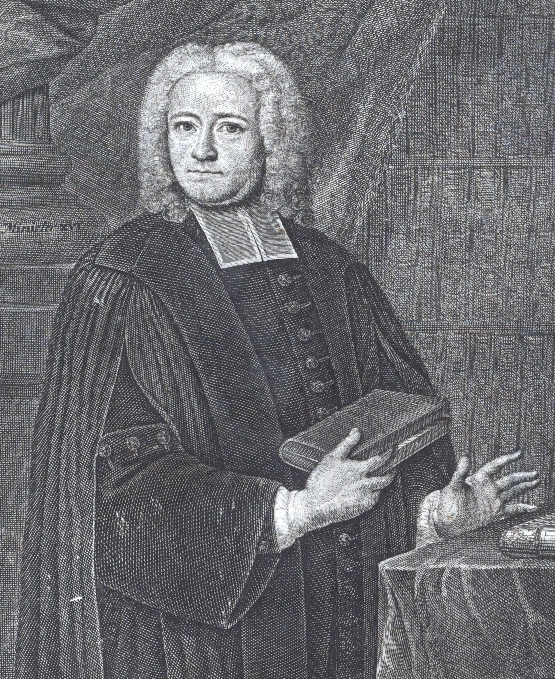
Johann Vogt

Johann Vogt (* 5. August 1695 in Beverstedt; † 28. August 1764 in Bremen) war ein deutscher lutherischer Theologe, Historiker, Bibliophile und Bremer Dompastor.

## Biografie

### Ausbildung und Beruf
Vogt war der älteste Sohn des Pastors und Propstes Johann Vogt (1665–1737) zu Beverstedt und dessen Ehefrau Anna Margaretha Marschalck. Er wurde von seinem Vater und einem Hauslehrer unterrichtet. Danach besuchte er das Athenaeum Stade und dann die Domschule und das Athenaeum Bremen. Seit 1715 studierte er Theologie an der Universität Wittenberg. Er war zuerst beschäftigt als Hauslehrer bei dem hannoverschen Residenten in Hamburg, dem Kaufmann Eberhard Ludwig Schlaf. 1719  wurde er zum Prediger in Horneburg bei Stade gewählt. 1733 berief man ihn zum Prediger an den Bremer Dom.

### Gelehrter der Aufklärung
Er war ein typischer Universalgelehrter der Aufklärung und veröffentlichte eine Reihe theologischer und historischer Schriften. Am wichtigsten ist sein „catalogus historico-criticus librorum rariorum“, eine annotierte Bibliographie seltener Bücher mit rund 4000 Titeln, die zu seinen Lebzeiten in vier Auflagen erschienen ist. Hervorzuheben ist auch die Monumenta inedita rerum germanicarum praecipue Bremensium, eine Quellensammlung zur Geschichte des Erzstiftes und der Stadt Bremen, sowie eine Denkschrift zur Explosion der Braut von 1739, eines Pulverturms in der Bremer Stadtmauer. Er besaß eine wertvolle Bibliothek mit seltenen Inkunabeln und Handschriften. Außerdem sammelte er Münzen und prähistorische Artefakte, darunter eine Moorleiche. Die Münzsammlung und einige bibliophile Einzelstücke dürfte der Bremer Gelehrte und Theologe Johann Philipp Cassel erworben haben und sind später in den Bestand der Staats- und Universitätsbibliothek Bremen gelangt, ansonsten wurden seine Sammlungen zerstreut.

### Familie
Vogt war seit 1720 in erster Ehe mit Anna Dorothea Garlinghoff (1705–1735) aus Hamburg verheiratet und hat als Witwer 1736 Justina Amalia Schumann (1706–1763) aus Bremen geheiratet. Die Tochter Anna Maria Vogt (1728–1798) aus erster Ehe heiratete den Bremer Dompastor Johann Georg Olbers und war die Mutter des Astronomen Dr. med. Heinrich Wilhelm Olbers. Der Domprediger Wolbrand Vogt (1698–1774) war sein jüngerer Bruder und der Kaufmann Caspar Voght (1752–1839) in Hamburg war sein Neffe. Ein weiterer Bruder Heinrich (Henry) Vogt (1696–1758) lebte als Kaufmann in London. 
Vogt und seine Familie wurden im Bremer St.-Petri-Dom bestattet.

## Schriften
- Catalogus historicus-criticus librorum rariorum, Hamburg (bei Christian Herold), 1. Auflage 1732, 2. 1738, 3. 1747 (online – Internet Archive erschienen in Hamburg) und 4. 1753.
- Monumenta Inedita Rerum Germanicarum Praecipue Bremensium. Ungedruckte zur Historie des Landes und der Stadt Bremen gehörige Nachrichten, Documente und Urkunden, 2 Bände, Bremen 1740 bis 1763.